# 헤르베르트 그뢰네마이어
헤르베르트 아르투어 비글레프 클라모어 그뢰네마이어(독일어: Herbert Arthur Wiglev Clamor Grönemeyer, 1956년 4월 12일 ~ )는 독일의 가수이자 배우이다.

## 디스코그래피

### 스튜디오 음반
- 1979 Grönemeyer
- 1980 Zwo
- 1982 Total egal
- 1983 Gemischte Gefühle
- 1984 4630 Bochum
- 1986 Sprünge
- 1988 Ö
- 1990 Luxus
- 1993 Chaos
- 1998 Bleibt alles anders
- 2002 Mensch
- 2007 12
- 2011 Schiffsverkehr
- 2014 Dauernd jetzt
- 2018 Tumult
- 2023 Das ist los

## 참여 작품
- 특전 유보트
- 컨트롤 (2007년 영화)
- 8 (영화)
- 아메리칸 (영화)
- 모스트 원티드 맨